# Der blaue reiter Verlag
Der blaue reiter Verlag für Philosophie Siegfried Reusch e. K. (vormals omega verlag Siegfried Reusch e. K., Stuttgart) ist ein Zeitschriften- und Buchverlag mit Sitz in Hannover. Er ist spezialisiert auf den Bereich wissenschaftliche und populärwissenschaftliche Philosophie.

## Geschichte
Der Verlag wurde 1995 von Studenten der Universitäten Ulm und Stuttgart zum Vertrieb des Journals für Philosophie der blaue Reiter gegründet (aufgrund von dessen Verständlichkeit auch für Nicht-Berufsphilosophen sowie dessen aufwendiger Gestaltung avancierte dieses ebenfalls 1995 erstmals erschienene Journal binnen kurzer Zeit zur meistgelesenen Philosophiezeitschrift deutscher Sprache). Seit 2003 erscheinen im Verlag auch Bücher mit einem ähnlichen Konzept wie das Journal für Philosophie der blaue Reiter sowie Bücher im Grenzbereich von Philosophie und Literatur, Philosophie und Naturwissenschaften sowie Philosophie und Kunst.

## Autoren
Der Verlag veröffentlichte Werke unter anderem von 
- Robert Zimmer
- Alexandra Gusetti
- Jochen Hörisch